# Alexiidae
Alexiidae là một họ bọ Cánh cứng trong phân bộ Polyphaga. Họ Alexiidae rất nhỏ, chỉ bao gồm một chi Sphaerosoma với các loài được ghi nhận sau:
- Sphaerosoma algiricum (Reitter, 1889)
- Sphaerosoma alutaceum (Reitter, 1883)
- Sphaerosoma antennarium Apfelbeck, 1909
- Sphaerosoma apuanum Reitter, 1909
- Sphaerosoma bicome Peyerimhoff, 1917
- Sphaerosoma bosnicum (Reitter, 1885)
- Sphaerosoma carniolicum Apfelbeck, 1915
- Sphaerosoma carpathicum (Reitter, 1883)
- Sphaerosoma circassicum (Reitter, 1888)
- Sphaerosoma clamboides (Reitter, 1888)
- Sphaerosoma compressum (Reitter, 1901)
- Sphaerosoma corcyreum (Reitter, 1883)
- Sphaerosoma csikii Apfelbeck, 1915
- Sphaerosoma diversepunctatum Roubal, 1932
- Sphaerosoma fiorii Ganglbauer, 1899
- Sphaerosoma globosum (Sturm, 1807)
- Sphaerosoma hemisphaericum Ganglbauer, 1899
- Sphaerosoma hispanicum Obenberger, 1917
- Sphaerosoma laevicolle (Reitter, 1883)
- Sphaerosoma latitarse Apfelbeck, 1915
- Sphaerosoma lederi (Reitter, 1888)
- Sphaerosoma leonhardi Apfelbeck, 1915
- Sphaerosoma libani Sahlberg, 1913
- Sphaerosoma maritimum (Reitter, 1904)
- Sphaerosoma merditanum Apfelbeck, 1915
- Sphaerosoma meridionale (Reitter, 1883)
- Sphaerosoma nevadense (Reitter, 1883)
- Sphaerosoma normandi Peyerimhoff, 1917
- Sphaerosoma obscuricorne Obenberger, 1917
- Sphaerosoma obsoletum (Reitter, 1883)
- Sphaerosoma paganetti Obenberger, 1913
- Sphaerosoma rotundatum Obenberger, 1913
- Sphaerosoma pilosellum (Reitter, 1877)
- Sphaerosoma pilosissimum (Frivaldszky, 1881)
- Sphaerosoma pilosum (Panzer, 1793)
- Sphaerosoma pubescens (Frivaldszky, 1881)
- Sphaerosoma punctatum (Reitter, 1878)
- Sphaerosoma puncticolle (Reitter, 1883)
- Sphaerosoma purkynei Obenberger, 1917
- Sphaerosoma quercus Samouelle, 1819
- Sphaerosoma rambouseki Apfelbeck, 1916
- Sphaerosoma reitteri (Ormay, 1888)
- Sphaerosoma scymnoides (Reitter, 1885)
- Sphaerosoma seidlitzi (Reitter, 1889)
- Sphaerosoma shardaghense Apfelbeck, 1915
- Sphaerosoma solarii Reitter, 1904
- Sphaerosoma sparsum Reitter, 1909
- Sphaerosoma sturanyi Apfelbeck, 1909
- Sphaerosoma subglabrum Peyerimhoff, 1917
- Sphaerosoma sublaeve (Reitter, 1883)
- Sphaerosoma tengitinum Peyerimhoff, 1917
- Sphaerosoma vallambrosae (Reitter, 1885)
- Sphaerosoma winneguthi Apfelbeck, 1915

## Hình ảnh

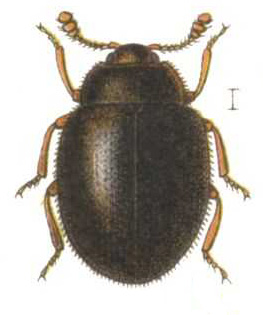